# Abduł Ammajew
Abduł Ammajew (ur. 10 lipca 1987 w Machaczkale) – rosyjski zapaśnik walczący w stylu wolnym, do 2010 roku reprezentant Uzbekistanu. Zajął 22. miejsce na mistrzostwach świata w 2005. Brązowy medal na mistrzostwach Azji w 2007 i 2008. Czwarty w Pucharze Świata w 2007 i 2009 i trzeci w drużynie w 2008. Trzeci na igrzyskach wojskowych w 2007. Mistrz świata juniorów z 2007 i Azji z 2006 roku.